# Vadsbo härad
Vadsbo var ett härad i norra Västergötland som numera utgör delar av eller hela kommunerna Gullspång, Karlsborg, Laxå, 
Mariestad, Skövde, Tibro och Töreboda. Häradets areal var 2 732,24 kvadratkilometer varav 2 416,81 land.  Före 1891 var häradet indelat i fyra tingslag med tingsplatser i Binneberg, Hasslerör, Hova och Valla.

## Geografi
Häradet gränsande till Värmland via Gullspångsälven och Närke via Tiveden. 
Bygdens geografiskt mest centrala ort är Töreboda.

## Socknar
| - I Skövde kommun - Berg - Binneberg - Böja - Frösve - Lerdala - Locketorp - Säter - Väring - Timmersdala - Flistad - Götlunda - Horn - Vad - I Töreboda kommun - Sveneby - Hjälstad - Mo - Bällefors - Beateberg - Ekeskog - Fägre - Halna - Trästena - Björkäng, uppgick 1939 i Töreboda köping - Bäck - Fredsberg - Älgarås samt Töreboda köping bildad 1909 | - I Mariestads kommun - Odensåker - Tidavad - Låstad - Utby - Ekby - Ek - Björsäter - Leksberg uppgick 1952 i Mariestads stad - Torsö - Ullervad - Berga - Hassle - Enåsa fram till 1924 del av Hassle socken vad avser jordebokssocken och landskommun - Färed - Lyrestad - I Tibro kommun - Ransberg - I Karlsborgs kommun - Karlsborg - Mölltorp - Undenäs - I Laxå kommun - Tived - Finnerödja - I Gullspångs kommun - Amnehärad - Hova |

## Län, fögderier, domsagor, tingslag, tingsrätter och stift
Häradet hörde mellan 1634 och 1998 till Skaraborgs län, därefter till Västra Götalands län, Tiveds och Finnerödja socknar hör dock sedan 1967 till Örebro län. Församlingarna i häradet tillhörde Skara stift.
Häradets socknar hörde till följande fögderier:
- 1686-1854 Vadsbo fögderi till 1862 för Tiveds socken
- 1855-1917 Södra Vadsbo fögderi för socknarna i Skövde, Karlsborgs och Töreboda kommuner med undantag av Bäcks, Björkängs, Fredsberg och Älgarås socknar, Låstads, Odensåkers och Tidevads socknar i Mariestads kommun samt Ransbergs socken och från 1862 för Tiveds socken
- 1855-1917 Norra Vadsbo fögderi för socknarna i Mariestads kommun med undantag av Låstads, Odensåkers och Tidevads socknar, Bäcks, Björkängs, Fredsberg och Älgarås socknar i Töreboda kommun samt Amnehärads, Hova och Finnerödja socknar
- 1918-1945 Skövde fögderi för socknarna i Skövde,  Tibro och Töreboda kommuner med undantag enligt nedan, Låstads, Odensåkers och Tidevads socknar i Mariestads kommun samt Mölltorp och Karlsborgs socknar
- 1918-1945 Mariestads fögderi för Tiveds, Finnerödja, Halna och Undenäs, Fägre, Trästena socknar samt socknarna i Mariestads kommun med undantag av Låstads, Odensåkers och Tidevads socknar, Gulspångs kommun
- 1946-1966 Töreboda fögderi för socknarna i Töreboda kommun, Tiveds, Finnerödja och Undenäs socknar samt Vads, Flistads och Götlunda, Locketorp, Väring, Horn, Frösve och Säter socknar i Skövde kommun, från 1952 för Binneberga socken Hova
- 1946-1966 Mariestads fögderi för socknarna i Mariestads kommun samt Bergs, Binneberga, Böja, Lerdala och Timmersdala socknar i Skövde kommun, Annehärad
- 1946-1966 Skövde fögderi för Ransbergs socken, Mölltorps och Karlsborgs socknar
- 1967-1990 Skövde fögderi för socknarna i Skövde kommun
- 1967-1990 Mariestads fögderi för socknarna i Mariestads, Gullspångs och Töreboda kommuner
- 1967-1990 Hallsbergs fögderi för Finnerödja socken

Häradets socknar tillhörde följande domsagor, tingslag och tingsrätter:
- 1680-1890 Valla tingslag för socknarna i Töreboda kommun med undantag av Bäcks, Björkängs, Fredsberg och Älgarås socknar, Tibro och Karlsborgs kommuner samt Vads socken i Skövde kommun samt till 1692 för Bergs, Timmersdala, Böja och Säter socknar i
  - 1680-1863 Vadsbo domsaga
  - 1864-1890 Vadsbo södra domsaga
- 1680-1890 Binnebergs tingslag  för socknarna i Skövde kommun, förutom Vads socken, samt Odensåkers, Låstads och Tidevads socknar i Mariestads kommun samt till 1692 Utby och Ekby socknar, i
  - 1680-1863 Vadsbo domsaga
  - 1864-1890 Vadsbo södra domsaga
- 1692-1923 Hasslerörs tingslag för socknarna i Mariestads kommun med undantag av Låstads, Odensåkers, Tidevads och Lyrestads socknar, Bäcks, Björkängs och Fredsberg socknar i Töreboda kommun i
  - 1680-1863 Vadsbo domsaga
  - 1864-1890 Vadsbo norra domsaga
- 1692-1923 Hova tingslag med Lyrestads, Älgarås, Hova, Annehärad och Finnerödja socknar i
  - 1680-1863 Vadsbo domsaga
  - 1864-1890 Vadsbo norra domsaga
- 1891-1947 Vadsbo södra tingslag för socknarna som tillhört Binnebergs och Valla tingslag, före 1929 benämnd Vadsbo södra domsagas tingslag
  - 1891-1928 Vadsbo södra domsaga
  - 1929-1947 Vadsbo domsaga
- 1924-1947 Vadsbo norra tingslag för socknarna som tillhört Hasslerörs och Hova tingslag, före 1929 benämnd Vadsbo norra domsagas tingslag
  - 1891-1928 Vadsbo norra domsaga
  - 1929-1947 Vadsbo domsaga
- 1948-1970 Vadsbo domsagas tingslag i Vadsbo domsaga, dock bara till 1966 för Tived och Finnerödja socknar

- 1971-2009 Skövde tingsrätt och dess domsaga för socknarna i Skövde och Tibro kommuner
- 1971-2009 Mariestads tingsrätt och dess domsaga för socknarna i Mariestads, Töreboda, Gullspångs och Karlsborgs kommuner
- 2009- Skaraborgs tingsrätt och dess domsaga för delarna i ej i Örebro län

För Tived och Finnerödja socknar
- 1967-1970 Västernärkes domsaga med
  - Västernärkes domsagas tingslag
- 1971-2001 Hallsbergs tingsrätt och dess domsaga
- 2001- Örebro tingsrätt och dess domsaga